# Michelle Impossible & Friends
Michelle Impossible & Friends (nella prima edizione Michelle Impossible) è stato un programma televisivo italiano di genere varietà e musicale, andato in onda in prima serata su Canale 5 dal 16 febbraio 2022 al 20 marzo 2024 con la conduzione di Michelle Hunziker.

## Il programma

### Format
Nella prima edizione del 2022, il programma era basato su due serate evento, per festeggiare e ripercorrere la carriera di Michelle Hunziker. L'anno successivo, nel 2023, il programma è tornato in televisione con la seconda edizione, seguita dalla terza edizione nel 2024, entrambe dal titolo Michelle Impossible & Friends, diventando un varietà con ospiti che cantano, ballano e vengono intervistati dalla conduttrice.

### Studi televisivi
| Studio                                                         | Edizioni | Edizioni | Edizioni | Totale |
| Studio                                                         | 1ª       | 2ª       | 3ª       | Totale |
| -------------------------------------------------------------- | -------- | -------- | -------- | ------ |
| Studio Robinie di Cologno Monzese                              |          |          |          | 2      |
| Studio 20 del Centro di produzione Mediaset di Cologno Monzese |          |          |          | 1      |

## Cast

### Co-conduzione / Presenze fisse
| Presenza fissa               | Edizioni | Edizioni | Edizioni | Totale |
| Presenza fissa               | 1ª       | 2ª       | 3ª       | Totale |
| ---------------------------- | -------- | -------- | -------- | ------ |
| Katia Follesa                |          |          |          | 3      |
| Aurora Ramazzotti            |          |          |          | 3      |
| Gialappa's Band              |          |          |          | 2      |
| Michela Giraud               |          |          |          | 1      |
| Mago Forest                  |          |          |          | 1      |
| Andrea Pucci                 |          |          |          | 1      |
| Alessandro Betti             |          |          |          | 1      |
| Gianluca "Scintilla" Fubelli |          |          |          | 1      |
| Valentina Barbieri           |          |          |          | 1      |

## Edizioni
| Edizione | Anno | Titolo del programma          | Conduzione        | Periodo          | Periodo          | Puntate | Regia          | Studio                                                         |
| Edizione | Anno | Titolo del programma          | Conduzione        | Inizio           | Fine             | Puntate | Regia          | Studio                                                         |
| -------- | ---- | ----------------------------- | ----------------- | ---------------- | ---------------- | ------- | -------------- | -------------------------------------------------------------- |
| 1ª       | 2022 | Michelle Impossible           | Michelle Hunziker | 16 febbraio 2022 | 23 febbraio 2022 | 2       | Luigi Antonini | Studio Robinie di Cologno Monzese                              |
| 2ª       | 2023 | Michelle Impossible & Friends | Michelle Hunziker | 22 febbraio 2023 | 8 marzo 2023     | 3       | Luigi Antonini | Studio Robinie di Cologno Monzese                              |
| 3ª       | 2024 | Michelle Impossible & Friends | Michelle Hunziker | 6 marzo 2024     | 20 marzo 2024    | 3       | Luigi Antonini | Studio 20 del Centro di produzione Mediaset di Cologno Monzese |

## Puntate e ascolti

### Prima edizione (2022)
La prima edizione (dal titolo Michelle Impossible) è andata in onda il 16 e il 23 febbraio 2022 per due puntate con la conduzione di Michelle Hunziker, affiancata da Katia Follesa, Michela Giraud e Aurora Ramazzotti.

#### Ospiti
- Ospiti della 1ª puntata: Maria De Filippi, Gerry Scotti, Noemi, Ilary Blasi, Serena Autieri, Mago Forest, Gialappa's Band, Eros Ramazzotti[2]
- Ospiti della 2ª puntata: Ambra Angiolini, J-Ax, DJ Jad, Massimo Ranieri, Valeria Graci, Ghemon, Nicola Savino, Pali e Dispari, Anna Tatangelo, Rita Pavone, Andrea Pucci, Silvia Toffanin, Giovanni Zarrella, Nina Zilli, Ineke Hunziker[5]

#### Ascolti
| Puntata | Messa in onda    | Ascolti        | Ascolti | Ascolti |
| Puntata | Messa in onda    | Telespettatori | Share   | Fonte   |
| ------- | ---------------- | -------------- | ------- | ------- |
| 1       | 16 febbraio 2022 | 3 382 000      | 19,65%  | [ 6 ]   |
| 2       | 23 febbraio 2022 | 2 875 000      | 17,08%  | [ 7 ]   |
| Media   | Media            | 3 128 000      | 18,38%  |         |

### Seconda edizione (2023)
La seconda edizione (dal titolo Michelle Impossible & Friends) è andata in onda dal 22 febbraio all'8 marzo 2023 per tre puntate con la conduzione di Michelle Hunziker, affiancata da Katia Follesa, Aurora Ramazzotti, la Gialappa's Band e il Mago Forest.

#### Ospiti
- Ospiti della 1ª puntata: Eros Ramazzotti, Loredana Bertè, Alessandro Siani, Nina Zilli, Max Pezzali, Andrea Pucci[8]
- Ospiti della 2ª puntata: Il Volo, Claudio Bisio, Raul Cremona, Serena Autieri, Nina Zilli, Belén Rodríguez, The Beatbox, Rocco Tanica, Antonio Ornano[11]
- Ospiti della 3ª puntata: Pierfrancesco Favino, Pio e Amedeo, Piero Chiambretti, Articolo 31, Serena Autieri, Alessandro Ristori[12]

#### Ascolti
| Puntata | Messa in onda    | Ascolti        | Ascolti | Ascolti |
| Puntata | Messa in onda    | Telespettatori | Share   | Fonte   |
| ------- | ---------------- | -------------- | ------- | ------- |
| 1       | 22 febbraio 2023 | 2 824 000      | 21,40%  | [ 13 ]  |
| 2       | 1º marzo 2023    | 2 288 000      | 17,32%  | [ 14 ]  |
| 3       | 8 marzo 2023     | 2 067 000      | 15,91%  | [ 15 ]  |
| Media   | Media            | 2 393 000      | 18,17%  |         |

### Terza edizione (2024)
La terza edizione (dal titolo Michelle Impossible & Friends) è andata in onda dal 6 al 20 marzo 2024 per tre puntate con la conduzione di Michelle Hunziker, affiancata da Katia Follesa, Aurora Ramazzotti, la Gialappa's Band, Andrea Pucci, Alessandro Betti, Gianluca "Scintilla" Fubelli e Valentina Barbieri.

#### Ospiti
- Ospiti della 1ª puntata: Andrea Bocelli, Lorella Cuccarini, Gerry Scotti, Francesca Michielin, Claudio Santamaria[16]
- Ospiti della 2ª puntata: Renato Zero, Al Bano, Raf, Umberto Tozzi, Diletta Leotta[17]
- Ospiti della 3ª puntata: Mika, Max Angioni, Claudio Amendola, Biagio Antonacci[18]

#### Ascolti
| Puntata | Messa in onda | Ascolti        | Ascolti | Ascolti |
| Puntata | Messa in onda | Telespettatori | Share   | Fonte   |
| ------- | ------------- | -------------- | ------- | ------- |
| 1       | 6 marzo 2024  | 2 254 000      | 15,80%  | [ 19 ]  |
| 2       | 13 marzo 2024 | 1 975 000      | 14,10%  | [ 20 ]  |
| 3       | 20 marzo 2024 | 2 001 000      | 13,78%  | [ 21 ]  |
| Media   | Media         | 2 077 000      | 14,56%  |         |

## Audience
| Edizione | Rete televisiva | Anno | Stagione | Programmazione | Programmazione | Programmazione | Programmazione | Programmazione | Programmazione | Programmazione | Collocazione | Media auditel  | Media auditel | Premiere       | Premiere | Finale         | Finale |
| Edizione | Rete televisiva | Anno | Stagione | L              | M              | M              | G              | V              | S              | D              | Collocazione | Telespettatori | Share         | Telespettatori | Share    | Telespettatori | Share  |
| -------- | --------------- | ---- | -------- | -------------- | -------------- | -------------- | -------------- | -------------- | -------------- | -------------- | ------------ | -------------- | ------------- | -------------- | -------- | -------------- | ------ |
| 1ª       | Canale 5        | 2022 | inverno  |                |                |                |                |                |                |                | Prima serata | 3 128 000      | 18,38%        | 3 382 000      | 19,65%   | 2 875 000      | 17,08% |
| 2ª       | Canale 5        | 2023 | inverno  | 2 393 000      | 18,17%         | 2 824 000      | 21,40%         | 2 067 000      | 15,91%         |                | Prima serata |                |               |                |          |                |        |
| 3ª       | Canale 5        | 2024 | inverno  | 2 077 000      | 14,56%         | 2 254 000      | 15,80%         | 2 001 000      | 13,78%         |                | Prima serata |                |               |                |          |                |        |

## Accoglienza

### Critica
(Aldo Grasso, Corriere della Sera, 3 marzo 2023)